# Huta Bayu
Huta Bayu is een bestuurslaag in het regentschap Simalungun van de provincie Noord-Sumatra, Indonesië. Huta Bayu telt 2898 inwoners (volkstelling 2010).